# 박상혁 (1998년)
박상혁(한국 한자: 朴相赫, 1998년 4월 20일 ~ )은 대한민국의 축구선수이며, 포지션은 공격수다. 현 K리그2의 성남 FC 소속이다.